# Wudangshan Taihe Gong
Der Wudangshan Taihe Gong oder Taihe-Tempel im Wudang Shan oder Tempel der Höchsten Harmonie im Wudang-Gebirge (chinesisch 武當山太和宮 / 武当山太和宫, Pinyin Wǔdāngshān Tàihé Gōng, englisch Supreme Harmony Temple/Great Harmony Palace) ist ein bedeutender daoistischer Tempel im Wudang-Gebirge (Wudang Shan) auf dem Gebiet der Stadt Danjiangkou in der chinesischen Provinz Hubei. Er liegt am Hang des Tianzhu Feng (chinesisch 天柱峰), des höchsten Gipfels des Gebirges. Der Tempel ist auch unter dem chinesischen Namen Taiyue Taihe Gong (太岳太和宮 / 太岳太和宫) bekannt. Er wurde im Jahr 1416 in der Ming-Dynastie erbaut. 